# Фторид иода(I)
Фтори́д ио́да(I) (монофтори́д ио́да) — бинарное соединение иода с фтором, имеющее формулу IF и представляющее собой при температуре около 0 °C жидкость жёлтого цвета с сильным раздражающим запахом, похожим на запах трифторида иода.

## Физические свойства

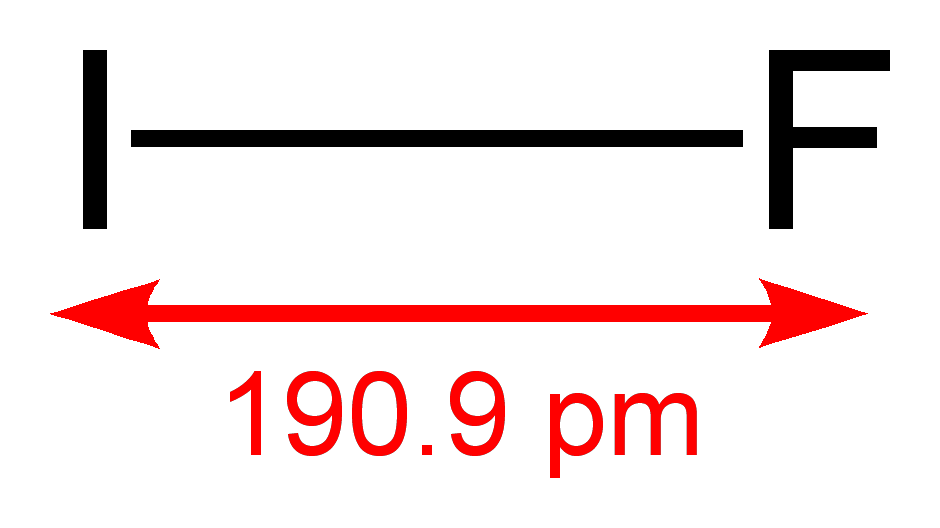
Фторид иода(I), обозначена длина связи

Длина межатомной связи иод-фтор в молекуле монофторида иода равна 190,9 пм. Энергия разрыва этой связи составляет 277 кДж·моль−1. При 298 К стандартная энтальпия образования соединения ΔHf° = −95,4 кДж·моль−1, а свободная энергия Гиббса составляет ΔGf° = −117,6 кДж·моль−1.

## Химические свойства
Сильный окислитель. Очень бурно реагирует с водой с образованием иодноватистой кислоты и фтороводорода.
Разлагается при температуре около 0 градусов Цельсия, дисмутируя по формуле
{\displaystyle {\mathsf {5IF\rightarrow 2I_{2}+IF_{5}}}}
Изучался методами спектроскопии.
Применяется в одном из способов получения нитрида трииода:
{\displaystyle {\mathsf {BN+3IF\rightarrow NI_{3}+BF_{3}}}}
Используется также для синтеза пиридинового комплекса IPy2F, который служит одним из исходных соединений для синтеза ряда противоопухолевых препаратов.
Является наименее реакционноспособным соединением среди всех известных фторидов галогенов.

## Получение
Монофторид иода получают несколькими способами:
1. Взаимодействием элементных иода и фтора при −45 °C в трихлорфторметане CCl3F:
{\displaystyle {\mathsf {I_{2}\ +\ F_{2}\ \xrightarrow {-45\ ^{\circ }C,CCl_{3}F} \ 2IF}}}
2. Воздействием элементного иода на трифторид иода при −78 °C в трихлорфторметане:
{\displaystyle {\mathsf {I_{2}\ +\ IF_{3}\ \xrightarrow {-78\ ^{\circ }C,CCl_{3}F} \ 3IF}}}
3. Воздействием элементного иода на фторид серебра(I) при 0 °C:
{\displaystyle {\mathsf {I_{2}\ +\ AgF\ \xrightarrow {0\ ^{\circ }C} \ IF+AgI}}}